# كين تايلور
كين تايلور (بالإنجليزية: Ken Taylor)‏ (21 أغسطس 1935 بهدرسفيلد في المملكة المتحدة - ) هو لاعب كركيت ولاعب كرة قدم نيوزلندي في مركز الدفاع. شارك مع منتخب إنجلترا للكريكت. أما مع النوادي، فقد لعب مع نادي سليغو روفرز وهدرسفيلد تاون ونادي برادفورد بارك أفنيو.

## وصلات خارجية
- كين تايلور على موقع إي آس بي آن كريك إنفو (الإنجليزية)